# Rara (jezero)
Rara (nepálsky राराताल) je největší jezero v Nepálu, které se nachází na západě země ve vzdálenosti 300 km severozápadně od Káthmándú, v okrese Mugu, v provincii Karnálí. Má rozlohu 9,8 km². Dosahuje délky 5 km a šířky 2 km. Průměrná hloubka činí 100 metrů a maximální hloubka 167 metrů. Jezero leží v nadmořské výšce 2900 m.

## Vodní režim
Jezero má přibližně 30 drobných přítoků a odtéká z něj na západ řeka Khater Khola, přítok Karnali v povodí Gangy.

## Přístup
Příjezd je možný po silnici od letiště, které se nachází 3 km východně od jezera.

## Využití
Jezero je součástí stejnojmenného národního parku.